# František Vacek (odbojář)
František Vacek (1. dubna 1931 Praha – 3. srpna 1954 Věznice Pankrác) byl český obchodní příručí a protikomunistický odbojář odsouzený komunistickým režimem k trestu smrti a popravený v roce 1954.

## Životopis

### Mládí a začátek odbojové činnosti
Narodil se v roce 1931 v Praze do rodiny živnostníků. V letech 1937 až 1946 navštěvoval obecnou, respektive měšťanskou školu na Vinohradech. Poté se vyučil obchodním příručím a navštěvoval obchodní pokračující školu v Dejvicích. V prosinci 1947 vstoupil do Svazu přátel USA. Tou dobou zároveň podporoval národněsocialistickou stranu. Krátce po únorovém převratu začal ještě jako neplnoletý působit v protikomunistickém odboji, přičemž se kolem sebe snažil formovat svou vlastní odbojovou skupinu. Od léta 1948 skupina shromažďovala zbraně a aktivně šířila protirežimní letáky. Státní bezpečnost jeho činnost brzy odhalila a ještě do konce roku 1948 byl Vacek dvakrát zatčen pro podezření ze šíření protirežimních letáků. Odsouzen však nebyl. V říjnu 1948 se přihlásil do kurzu angličtiny.

### Útěk ze země a odsouzení
V prosinci 1948 se rozhodl z Československa definitivně uprchnout, což se mu podařilo, když překročil státní hranici do Západního Německa. Na západě pak začal spolupracovat s Českou národní skupinou. Vacek se pokoušel navázat spolupráci s americkou zpravodajskou službou CIC, nicméně kvůli svému  nízkému věku, kdy Vacek stále nebyl ani plnoletý, s ním CIC přímo spolupracovat odmítla, přestože s ním vedla různá jednání. V únoru 1949 se Vacek do Československa vrátil, nicméně asi po týdnu byl dopaden u pražského hlavního nádraží. Po zadržení byl vzat do vazby, kde byl, stále ještě jako mladistvý, vyšetřovateli mučen. V říjnu 1949 byl odsouzen k trestu odnětí svobody v délce trvání 12 let.

### Druhý útěk ze země a smrt

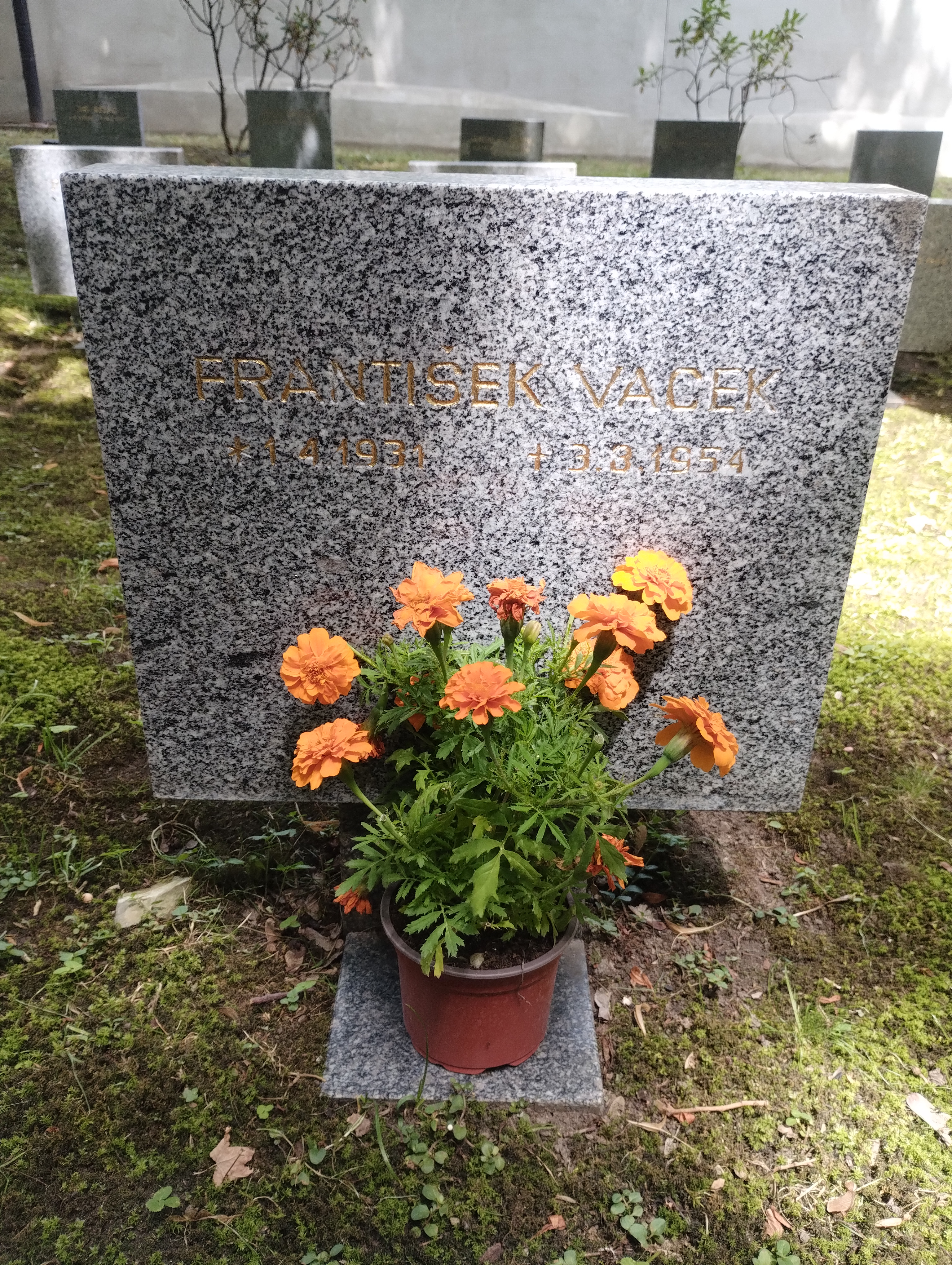
Symbolický náhrobek F. Vacka na Čestném pohřebišti v Ďáblicích

V srpnu 1951 z věznice v Kutné Hoře, v níž byl umístěn, uprchnul. Poté se skrýval na různých místech na českém venkově, přičemž byl aktivním účastníkem odboje. V obci Březiny si postavil dva lesní bunkry. V létě 1952 se střetnul s příslušníkem SNB, který jej chtěl legitimovat, a kterého postřelil. Z Československa se mu nakonec podařilo uprchnout podruhé, když v říjnu 1953 uprchl do Saska ve Východním Německu. Tam se účastnil přestřelky s místní policií, načež se pokusil dostat zpět do vlasti. Východoněmečtí pohraničníci jej ale při pokusu o opětovné překročeni hranice zadrželi, když je na jeho přítomnost upozornili místní lesníci (jednoho z nich Vacek postřelil). Poté byl převezen do Československa, kde byl ve vazbě v Pardubicích opět mučen. 
V dubnu 1954 byl obžalován a v politickém procesu zvaném „Vacek a spol.“ v Poličce byl poté v květnu 1954 odsouzen k trestu smrti. Žádosti o prezidentskou milost, kterou prezidentu Antonínu Zápotockému zaslala Vackova babička, nebylo vyhověno. V červnu 1954 zamítl Nejvyšší soud Vackovo odvolání. Popraven tak byl v srpnu 1954. Dalších třináct lidí bylo v procesu odsouzeno k dlouholetým trestům odnětí svobody včetně jeho rodičů, kteří mu pomáhali. Jeho poslední slova zněla: „To není možné – nechte mne – dám se, ale povolte mi návštěvu – mám vynálezy, dám vám je – pracoval jsem se Státní bezpečností.“ V květnu 1961 byla urna s jeho popelem zničena. Rehabilitován nikdy nebyl.